# Eduard Schwyzer

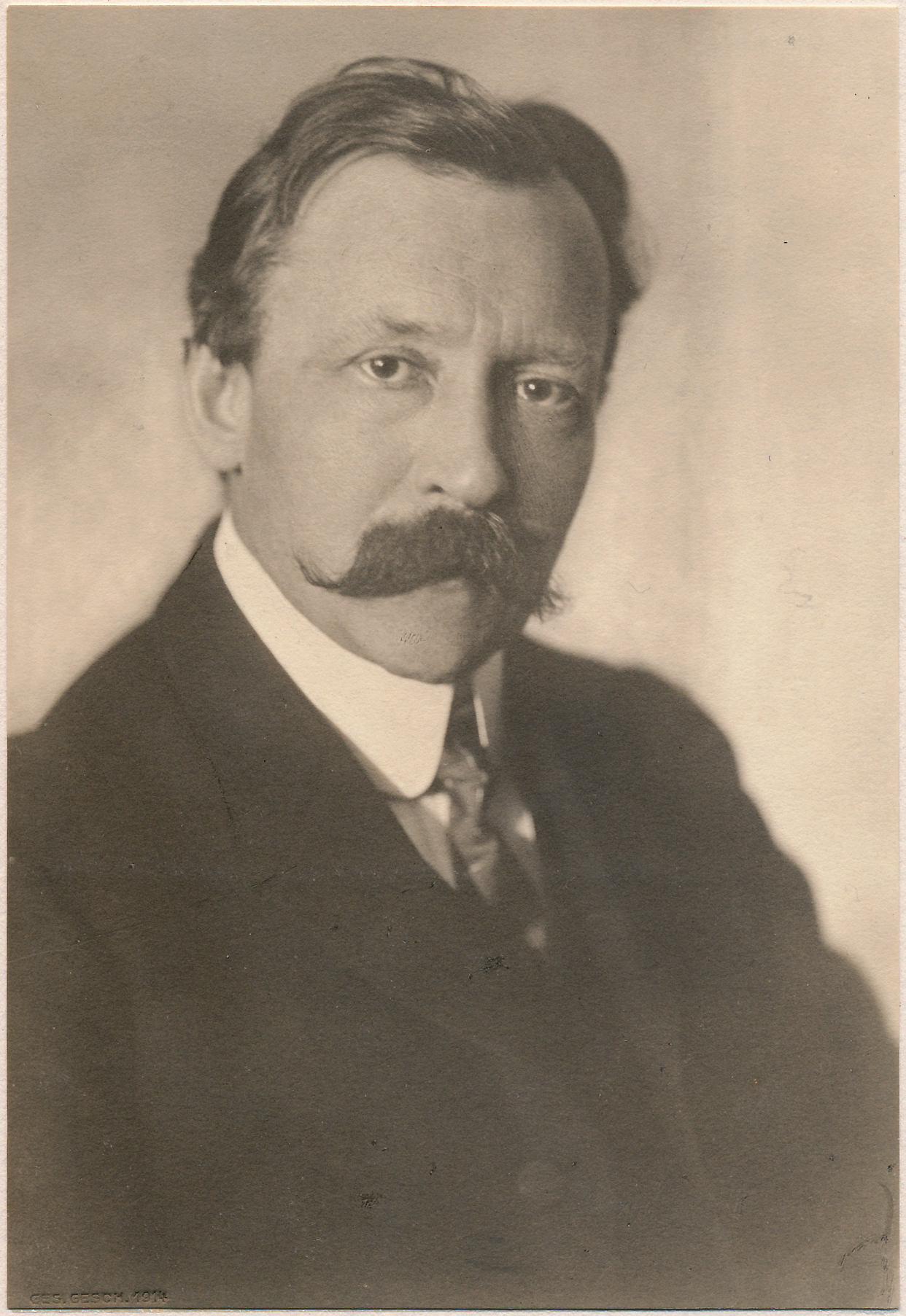
Eduard Schwyzer, 1914

Eduard Schwyzer, född 15 februari 1874 i Zürich, död 3 maj 1943 i Berlin, var en schweizisk klassisk filolog och forskare på indoeuropeiska språk, med specialområde gammalgrekiska och grekiska dialekter. Han var professor i Zürich från 1912 till 1926, i Bonn från 1927 och i Berlin från 1932. Schwyzer skrev grammatik på två band över gammalgrekiska, som utgavs 1939. Han var också medarbetare vid Schweizerisches Idiotikon, den schweizertyska ordboken.